# Переулок Центральный рынок
Переулок Центральный рынок — переулок расположенный между улицами Шейнкмана и Сакко и Ванцетти в центральном районе Екатеринбурга.

## История

### С 1880 по 1991 год
К югу от будущего переулка Центрального рынка с 1820-х годов существовала Коковинская площадь, выполнявшая в этот период истории Екатеринбурга функцию главного городского толкучего рынка. Площадь рынка до 1 октября 1937 года именовалась Коковинской, а после решением Свердловского горисполкома была переименована в площадь Центрального рынка.
В 1930-е годы здесь на основе предыдущего толкового рынка был создан Центральный колхозный рынок, сохранивший ту же торговую функцию. Площадь рынка в середине 1930-х годов застраивается деревянными торговыми корпусами и фактически постепенно теряет свободное от застройки пространство. В результате перестройки вдоль северной границы застройки рынка впервые возникает новый годоним «переулок Центрального рынка» (он показан уже на плане Свердловска 1947 года издания Свердловского горкомхоза).
Переулок указан в уличных справочниках 1963, 1965 и 1969 годов, не упоминается в более поздних справочниках 1977, 1988 и 2003 годов, хотя присутствует на картах города изданиях «Уральской картографической компании» 2000-х годов и в современных официальных адресных базах данных почтовых и налоговых служб.
В 1963, 1965, 1969 годах нумерация зданий по переулку Центрального рынка шла только по его чётной стороне (от № 2 до № 10). Застройка по нечётной стороне (включая сам Центральный рынок со всеми внутренними строениями) была привязана к ул. Шейнкмана, ул. Сакко и Ванцетти, а также ул. Радищева.

### С 1991 года по современность
В 2004 году Центральный рынок был закрыт и переведён под новым названием («Таганский ряд») на северо-запад города (микрорайон Новая Сортировка), а территория рынка определена под новую застройку. Изначально вместо рынка предполагалось построить крупный торговый центр. К кризису 2008 года на всём пространстве новообразованной стройплощадки был вырыт глубокий котлован, но на следующие несколько лет строительство оказалось заморожено.
В 2015 году вместо торгового центра было решено возвести жилой квартал «Форум-Сити» на 600 элитных квартир. На 2023 год находится в достройке последний строящийся 30-этажный корпус жилого комплекса, выходящий на угол ул. Шейнкмана и пер. Центрального рынка.
В настоящее время на переулок выходят фасадами несколько разноэтажных зданий жилого и общественного назначения и небольшая церковь, но только два здания из упомянутых сохранили нумерацию по переулку.

## Расположение и благоустройство
Переулок Центральный Рынок проходит между улицами Шейнкмана и Сакко и Ванцетти. Не пересекается с другими улицами.

## Примечательные объекты

### По нечётной стороне
- (несохранившийся комплекс зданий, в 1974 году имел адрес по ул. Шейнкмана, 67а) — «Центральный колхозный рынок». (56°52′06″ с. ш. 60°41′15″ в. д.HGЯO)

По этому же адресу в советское время находилось управление колхозными базарами Свердловска.
Территория Центрального колхозного рынка была застроена кварталом жилого комплекса бизнес-класса «Форум-Сити», с официальным адресом по улице Радищева, 24. В переулок выходят фасады трёх корпусов-башен данного жилого комплекса высотой от 22 до 30 этажей.

### По чётной стороне
- № 6 — 3-4-этажное административное здание слесарно-механического завода Свердлпромкомбината не позднее 1941 года постройки[6] (56°52′06″ с. ш. 60°41′15″ в. д.HGЯO)
- № 6/2 — Храм во имя Казанской иконы Божией Матери (56°52′06″ с. ш. 60°41′15″ в. д.HGЯO)
- № 8 (несохранившееся) — здание завода «Прессформ»[7]. (56°52′06″ с. ш. 60°41′15″ в. д.HGЯO)
- № 12 (несохранившееся) — здание механической мастерской Логинова В. П.[8]

Согласно плану Свердловска 1958 года на чётную сторону переулка выходило пять зданий, не считая расположенных на перекрёстках с соседними улицами. Четыре здания из пяти согласно легенде карты были изготовлены из дерева и только дом № 6 (административное здание) был каменным.

## Транспорт
Движение общественного транспорта по переулку не осуществляется. Недалеко расположены две трамвайные линии (остановочные пункты «Московская» и ТЦ «Алатырь»), по которым ходят шесть трамвайных маршрутов (№ 1, 3, 10, 12, 15, 16).
В 1,0 км от конца переулка (при движении по улицам на северо-восток) расположен вестибюль станции «Площадь 1905 года» Екатеринбургского метрополитена, в 1,2 км к юго-востоку от переулка находится вестибюль станции «Геологической».
По соседней с переулком улице Малышева осуществляется автобусное и троллейбусное движение, ближайшие остановки «ТЦ Алатырь (ул. Малышева)» и «театр Волхонка».